# Paul LePage
Paul Richard LePage (Lewiston (Maine), 9 oktober 1948) is een Amerikaans politicus van de Republikeinse Partij.
LePage was tussen 2003 en 2011 burgemeester van Waterville. In 2010 stelde hij zich kandidaat om gouverneur van de staat Maine te worden. Bij de gouverneursverkiezing slaagde hij erin zijn tegenstanders te verslaan, waarna hij in januari 2011 aantrad als gouverneur. In 2014 werd LePage herkozen voor een tweede termijn. In 2018 mocht hij zich na twee termijnen niet nogmaals verkiesbaar stellen. Hij werd op 2 januari 2019 opgevolgd door de Democraat Janet Mills.